# Isoperla kappa
Isoperla kappa är en bäcksländeart som beskrevs av Katsumi Ishizuka 2002. Isoperla kappa ingår i släktet Isoperla och familjen rovbäcksländor. Inga underarter finns listade i Catalogue of Life.